# Marcelo Delaroli
Marcelo Jandre Delaroli (São Gonçalo, 10 de julho de 1980) é um dentista e político brasileiro. Filiado ao Partido Liberal (PL), possui base eleitoral nos municípios de Maricá e Itaboraí. Ocupou cargo na Casa Civil, onde possuiu a função de fazer a interlocução de estados e municípios com o Governo Federal e de acompanhar as comissões e as votações na Câmara dos Deputados do Brasil.. É o atual prefeito de Itaboraí, desde Janeiro de 2021, tendo sido reeleito em Outubro de 2024 e presidente do Conleste.

## Biografia
Evangélico e formado em odontologia, Marcelo Delaroli é filho do militar, advogado e ex-vereador maricaense José Delaroli e da pedagoga Iêda Maria Marins Jandre Delaroli. Foi candidato a prefeito de Maricá, cidade onde cresceu, em três pleitos: em 2008, pelo PSC, tendo sido o 3º colocado; em 2012, dessa vez pelo PR, ocasião em que obteve 23.703 votos; e em 2016, novamente pelo Partido da República, cujo registro de candidatura fora inicialmente indeferido pelo TRE-RJ e posteriormente legitimado pelo TSE.
Nas eleições de 2014, Marcelo Delaroli foi candidato a deputado federal pelo Partido da República (PR). Obteve 33.743 votos, resultado que o tornou suplente pela coligação PR/PROS. Tomou posse como deputado federal pelo Rio de Janeiro no dia 2 de janeiro de 2017, substituindo João Ferreira Neto, eleito prefeito de São João de Meriti. Ocupou uma das cadeiras da Câmara dos Deputados do Brasil até 31 de janeiro de 2019.
Nas eleições de 2018, Delaroli foi candidato a vice-governador do Rio de Janeiro na chapa do senador Romário (PODE). A aliança entre o Partido da República e o Podemos foi selada no dia 3 de agosto de 2018 entre Romário e o presidente do PR-RJ, Altineu Côrtes. Anteriormente, Marcelo Delaroli era cogitado como vice na chapa do ex-prefeito carioca Eduardo Paes (DEM) e como candidato a governador com o apoio do deputado federal Jair Bolsonaro (PSL). No 1º turno, Romário obteve 664.511 votos (8,70% do total de votos válidos), ficando de fora do segundo turno e não se elegendo ao cargo disputado.
Nas eleições municipais de 2020, foi eleito prefeito de Itaboraí com 39,30%, o que representou 42.025 votos.
No dia 26 de fevereiro de 2021, foi eleito o novo presidente da Conleste, após consenso unânime dos votantes.
No dia 6 de Outubro de 2024, nas Eleições municipais de 2024, Marcelo foi reeleito prefeito de Itaboraí com a maior votação percentual do Brasil, com 93,79% (116.813 votos), se tornando o 2° prefeito da história a ser reeleito em Itaboraí. 